# Mediocalcar bifolium
Mediocalcar bifolium är en orkidéart som beskrevs av Johannes Jacobus Smith. Mediocalcar bifolium ingår i släktet Mediocalcar och familjen orkidéer. Inga underarter finns listade i Catalogue of Life.